# 그라시엘라 수사나
그라시엘라 수사나(스페인어: Graciela Susana, 본명: 그라시엘라 수사나 암브로시오(Graciela Susana Ambrosio), 일본어: グラシエラ・スサーナ, 1953년 1월 22일 ~ 2024년 11월 19일)는 아르헨티나의 탱고 가수로, 1970년대 일본에서 성공을 거두었다.

## 생애 및 경력
그라시엘라 수사나는 1953년 1월 22일 부에노스아이레스에서 태어났다. 아버지인 리카르도 에르네스토 암브로시오(Ricardo Ernesto Ambrosio)는 오케스트라에서 노래하고 피아노를 연주하는 음악가였으며 그녀는 음악에 푹 빠져 자랐다. 어렸을 때 여동생 크리스티나와 함께 포크 듀오로 공연했다. 1960년대 후반에 그녀는 기타를 반주하며 솔리스트로서 탱고를 부르기 시작했다. 그녀의 선생님 중에는 켈로 팔라시오스(Kelo Palacios)와 로베르토 라라(Roberto Lara)와 같은 유명한 기타리스트가 있었다.
1971년 18세 때 그녀는 유명한 탱고 바였던 엘 비에호 알마센(El Viejo Almacén)에서 공연할 때 그의 매니저와 함께 청중에 있던 일본 가수 스가와라 요이치에 의해 발견되었다. 그 후 그녀는 일본으로 여행을 떠났고 그곳에서 도시바-EMI의 성공적인 레코딩 아티스트가 되었다. 그녀의 가장 상업적으로 성공한 앨범은 1973년에 발매된 "Adoro, La reine de Saba"이다. 이 앨범은 220주 이상 오리콘 톱 100에 머물며 100만 장 이상 판매되는 등 오랫동안 히트를 쳤다.
수사나는 2024년 11월 19일 71세의 나이로 사망했다.